# 趙不儔
高平郡王趙不儔（1130年1月7日—1217年8月15日），祖籍涿郡（今河北省保定市清苑縣）人，宋朝宗室、咸安郡王趙士銖第四子，第十九代嗣濮王。

## 生平
趙不儔在建炎三年（1130年）出生，紹興五年（1135年）天申節獲赐名，授補保義郎，後來升為修武郎。其後，趙不儔得「皇叔」、「皇叔祖」稱號，歷任太子右监门率府率、右千牛卫将军、右监门卫大将军、吉州刺史、成州团练使、眉州防御使、和州防御使、随州观使、安远军承宣使和提举佑神观等職務。
開禧三年七月己卯（1207年7月31日），趙不儔襲封嗣濮王、充任昭庆军节度使，嘉定三年六月（1210年）時授检校少保，到嘉定十年（1217年）去世，贈官少师，追封高平郡王。

## 家庭

### 兄弟
- 趙不耜，武經郎[9]
- 趙不渝，武翼大夫[9]
- 趙不執[9]
- 趙不踑，朝散大夫[9]
- 趙不詉，安化郡公[9]
- 趙不縮，朝散郎[9]

### 子女
- 趙善遇[9]
- 趙善輿，右千牛卫将军[9][註 1]
- 永康县主[10]
- 仁和县主[10]

## 備註
1. ↑  《宋會要輯稿》作「善與」[10]。